# William Vandergucht
William Vandergucht (1942 of 1943 (?) — Nice, 11 juli 1992) was schaderegelaar bij de verzekeringsmaatschappij "De Vaderlandsche" die in 1978 werd verdacht van moord en veroordeeld wegens oplichting van de genoemde maatschappij. Toen hij in 1983 weer vrijkwam, lichtte hij met een ongedekte cheque een ASLK-bank voor miljoenen op. Vervolgens verdween hij onder een nieuwe identiteit spoorloos.
De zaak was jarenlang een van de grote schandalen en mysteries in het Belgische strafrecht. In de loop van 1992 werd het onderzoek afgesloten, toen men Vandergucht dood aantrof.

## Oplichting van "De Vaderlandsche"
William Vandergucht lichtte vóór 1977 al jaren zijn verzekeringsmaatschappij "De Vaderlandsche" op. Hij bedacht fictieve bedrijven waarmee hij dan contracten voor autoverzekeringen afsloot. Maandelijks liet hij zich door deze onbestaande firma's via valse aangiften van auto-ongelukken 3 à 4 miljoen frank uitbetalen. Zo had hij tegen 1977 al 107 miljoen Belgische frank weten te incasseren.
Dat jaar kwam Vandergucht voor het eerst in aanraking met het gerecht. In juli 1977 werd in Sas van Gent het verdronken lijk van Jozef Leemans opgevist. Leemans was een ondernemer uit Zoersel die bij "De Vaderlandsche" werkte. De politie vermoedde dat er moord in het spel was. Leemans' vrouw had Vandergucht's oplichtingspraktijken ontdekt en dit aan haar man doorverteld. Het koppel had getracht Vandergucht te chanteren om zelf een deel van zijn winst op te strijken. Vandergucht zou hierbij Leemans via verdoving bewusteloos hebben gemaakt en vervolgens in de rivier gesmeten.
Daarnaast waren er geruchten dat Vandergucht een affaire met Leemans' vrouw had gehad. Omdat Vandergucht haar had verlaten voor een ander zou ze uit wraak Vandergucht hebben willen chanteren.
Het gerecht beschikte echter niet over genoeg bewijzen om Vandergucht te  vervolgen. Het autopsierapport op Leemans' lijk bleek al vernietigd toen België het bij Nederland opvroeg. Zodoende kon men niet bewijzen dat Leemans verdoofd was alvorens hij verdronk. Het hele onderzoek zat muurvast tot men Vandergucht's bankrekening besloot te onderzoeken en het bedrog op die manier alsnog wist te onthullen.
Vandergucht werd in 1978 door de correctionele rechtbank tot vijf jaar celstraf veroordeeld wegens oplichting. Hij werd opgesloten in de gevangenis van Hoogstraten.

## Gevangenisstraf
Vandergucht leed erg onder zijn celstraf en hij zon op wraak zogauw hij weer op vrije voeten zou zijn. Tijdens zijn gevangenschap leerde hij Guy Jespers kennen. Jespers was een onderzoeksrechter die in 1977 veroordeeld was wegens miljoenenfraude en een moordpoging op zijn vrouw. Jespers hertrouwde in de gevangenis met zijn maîtresse Ghislaine Clyncke. Vandergucht leerde ook haar beter kennen, wat hem later nog goed van pas zou komen.
Vandergucht wist in zijn cel ook enkele blanco exemplaren van diplomatieke identiteitskaarten te bemachtigen. Zo kon hij zich later een andere identiteit aanmeten.

## Oplichting van de ASLK
Toen Vandergucht weer vrijkwam besloot hij een sluw plan ten uitvoer te brengen. Hij begon een vriendschap met een bankdirecteur die al jarenlang voor de ASLK werkte. In de laatste week vóór de Paasvakantie van 1983 vroeg Vandergucht de man of die er voor kon zorgen dat die vrijdag, 1 april, er voldoende geld in kluizen zou liggen. Hij legde hem uit dat hij vrijdag 75 miljoen Belgische frank op zijn rekening zou storten en het bedrag diezelfde dag wilde innen. De bankdirecteur ging akkoord en verleende Vandergucht zelfs extra bewaking tijdens de transactie.
Inmiddels schreef Jespers' echtgenote, Ghislaine Clyncke, Vandergucht een cheque van 10.000 frank uit. Vandergucht veranderde daarop het bedrag in 76.910.000 Belgische frank en ging het bedrag op 1 april 1983 op naam van Ghislaine Clyncke bij een ASLKfiliaal in Gent innen. De ASLK (tegenwoordig Fortis) was toen nog een staatsinstelling en Vandergucht koos deze bank, omdat hij zich op de Belgische staat wilde wreken. Clyncke was hierbij zelf ook aanwezig.
Diezelfde vrijdag nog verdween Vandergucht spoorloos met een vals paspoort en 76 miljoen Belgische frank. Vanwege het lange paasweekend duurde het tot dinsdag voor de bank ontdekte dat de cheque ongedekt was. De gebeurtenis was op slag nationaal nieuws en een groot schandaal. Clyncke werd opgepakt als medeplichtige en het ASLK-personeel werd op de vingers getikt, omdat ze grote fouten had gemaakt. Zo had men niet gecontroleerd of het hoge bedrag op de cheque wel gedekt was en waren de nummers van de bankbiljetten niet genoteerd.

## Onderzoek
Een klein deel van het bedrag werd kort nadien gerecupereerd. Vandergucht zelf bleef jarenlang spoorloos, beschermd door de nieuwe identiteit die hij zich had aangemeten. Bijna 9 jaar later, op 11 juli 1992, werd hij dood teruggevonden in Nice, Frankrijk. De 49-jarige man bleek in zijn auto aan een hartstilstand te zijn overleden. Men kon hem via zijn vingerafdrukken identificeren. Van het verdwenen miljoenenbedrag wordt algemeen aangenomen dat Vandergucht het allemaal uitgegeven heeft.

## Meer informatie
- Het Aanzien van 1983: 12 maanden wereldnieuws in beeld (81 blz.). Uitgeverij Het Spectrum, Den Haag (1983).